# Hausener Aachried
Das Hausener Aachried ist ein Naturschutzgebiet auf dem Gebiet der Stadt Singen (Hohentwiel) im Landkreis Konstanz in Baden-Württemberg.
Das Ried an der Radolfzeller Aach umfasst rund 48 Hektar und wurde 1979 als Naturschutzgebiet ausgewiesen. Es ist Lebensraum zahlreicher seltener Pflanzen- und Tierarten, insbesondere Vogelarten, in einer Landschaft von besonderer Eigenart und Schönheit.

## Biotoptypen
Folgende Biotoptypen sind im Hausener Aachried bezeichnet:
- 12 –000Fließgewässer (mit flutender Wasservegetation)
- 33.21 – Nasswiese basenreicher Standorte der Tieflagen (Silgen-Wiesen)
- 34.52 – Land-Schilfröhricht (Weidengebüsche)
- 35.41 – Hochstaudenflur
- 52.30 – Auwald der Bäche und kleinen Flüsse

## Flora und Fauna
Folgende, seltene und teils vom Aussterben bedrohte Arten (Auswahl) sind im Naturschutzgebiet beschrieben:

### Flora
- Amaryllisgewächse
  - Duft-Lauch
- Geißblattgewächse (Allium ramosum)
  - Gewöhnlicher Teufelsabbiss (Succisa pratensis)
- Orchideen
  - Breitblättriges Knabenkraut (Dactylorhiza majalis)
- Schwertliliengewächse
  - Sibirische Schwertlilie (Iris sibirica)

### Fauna
- Amphibien
  - Europäischer Laubfrosch (Hyla arborea)
- Insekten
  - Dunkler Wiesenknopf-Ameisenbläuling (Phengaris nausithous)
  - Heller Wiesenknopf-Ameisenbläuling (Phengaris teleius)
  - Himmelblauer Bläuling (Lysandra bellargus)
  - Schachbrett (Melanargia galathea)
  - Sumpfschrecke (Stethophyma grossum)
- Säugetiere
  - Europäischer Biber (Castor fiber)
- Vögel
  - Eisvogel (Alcedo atthis)
  - Gänsesäger (Mergus merganser)
  - Graureiher (Ardea cinerea)
  - Nachtigall (Luscinia megarhynchos)
  - Pfeifente (Mareca penelope)
  - Silberreiher (Ardea alba)